# Steve Rabson
Steve Rabson, né le 7 mai 1943, est un japonologue, historien, traducteur et universitaire américain et professeur émérite en études de l'Asie de l'Est à l'Université Brown.
Les recherches de Rabson mettent l'accent sur la littérature japonaise moderne, en particulier les œuvres relatives à la guerre, ses conséquences et les expériences des femmes et des minorités.

## Publications (sélection)
Dans un aperçu des écrits de et sur Rabson, l'OCLC/WorldCat recense environ 11 ouvrages en 17 publications dans 2 langues et plus de 360 fonds de librairie. 
- The poetry of Kaneko Mitsuharu, 1979
- Okinawa : two postwar novellas by Tatsuhiro Oshiro,, 1989
- Shimazaki Tōson on war, 1991
- Righteous Cause or Tragic Folly: Changing Views of War in Modern Japanese Poetry, 1998
- Southern exposure: modern Japanese literature from Okinawa, 2000
- Edo senryū on waka and women, 2003
- Okinawan diaspora in Japan: crossing the borders within, 2011

## Source de la traduction
- (en) Cet article est partiellement ou en totalité issu de l’article de Wikipédia en anglais intitulé « Steve Rabson » (voir la liste des auteurs).